# 莫斯科環城公路

環城公路在莫斯科地圖中的佈線

莫斯科環城公路（俄语：Московская кольцевая автомобильная дорога，羅馬化：Moskovskaya koltsevaya avtomobilnaya doroga，縮寫：МКАД / MKAD），當地民衆俗稱「外環」或「大環」，是一條長108.9公里圍繞俄羅斯首都莫斯科市邊緣的環狀高速公路。這條路修建於1960年，使用柏油來鋪設，而且當時候這並不是一條高速公路，而是一條四線行車、與其他主要道路平交的公路而已，不過行車速度限制已經高達100公里每小時。直到1980年代為止環城公路擔當著標示莫斯科市範圍的角色，之後由於首都向外發展導致部分外環以外的鄰近區分被合併到莫斯科市的版圖內。2002年12月，莫斯科地鐵首次將鐵路網伸延到外環以外設立車站。
1995至1997年期間環城公路由原本的4線擴展到10條行車線，來回線中間使用混凝土來分隔，全部的十字路口亦被移除了交通燈及改建成立交，沿途增建行人天橋。2001年外環被正式指定為高速公路並禁止慢車駛入。
本公路是欧洲E22、E30、E101、E105、E115和E119公路的组成部分。

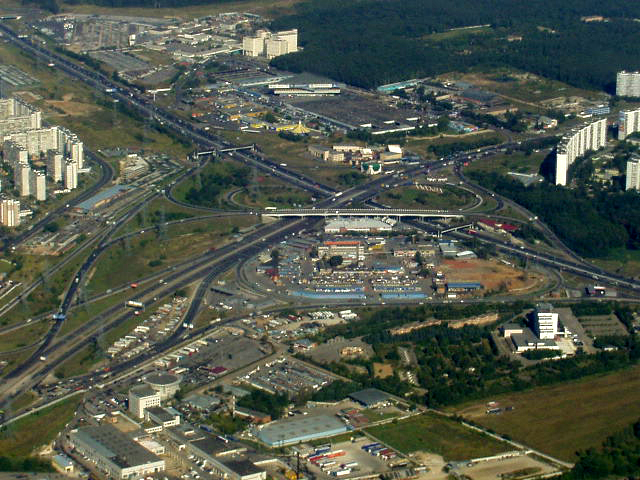
外環與M2公路的交匯處
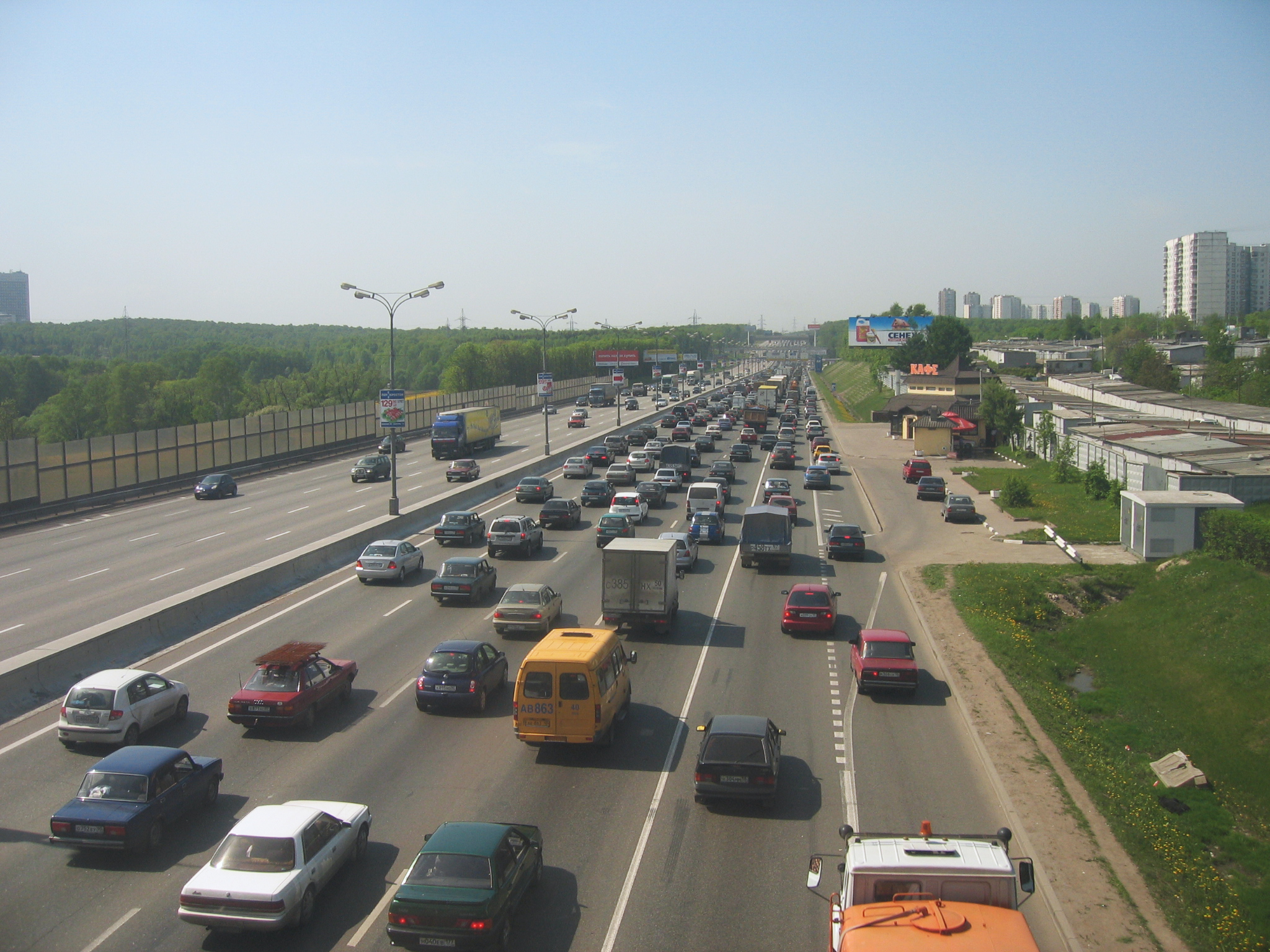
繁忙時間的環城公路

## 參看
- 莫斯科林蔭環路
- 花園環路
- 莫斯科三環路
- 莫斯科四環路
- 莫斯科地鐵環狀線（5號綫）
- 莫斯科地鐵大環綫（11號綫）
- 莫斯科中央環綫（14號綫） / 莫斯科小環市鐵路

## 外部連結
- . Sprintinfo. 2009-08-22  [2010-04-18]. （原始内容存档于2020-02-09） （俄语）.
- . ЦЕНТРОДОРСТРОЙ（Tsentrodorstroy道路承辦商）.   [2010-04-18]. （原始内容存档于2010-01-15） （俄语）.